# (1003) Lilofee
(1003) Lilofee est un astéroïde de la ceinture principale.

## Description
(1003) Lilofee est un astéroïde de la ceinture principale découvert le 13 septembre 1923 par l'astronome allemand Karl Reinmuth depuis l'observatoire du Königstuhl (Heidelberg). Sa désignation provisoire était 1923 OK.
Il a été nommé d'après Lilofee, une sirène de légende, personnage titre d'une vieille chanson populaire allemande, Die schönejunge Lilofee d'August Schnezler (de). Liloffee habite le lac Mummel, dans la Forêt-Noire.